# Кременец (Волынская область)
Кременец (укр. Кременець) — село в Копачовской сельской общине Луцкого района Волынской области Украины.
До 2020 года входило в Рожищенский район.
Код КОАТУУ — 0724583001. Население по переписи 2001 года составляет 891 человек. Почтовый индекс — 45151. Телефонный код — 3368. Занимает площадь 2,363 км².